# Carlo Francesco Bizzaccheri
Carlo Francesco Bizzaccheri (1656 – 1721) è stato un architetto italiano.

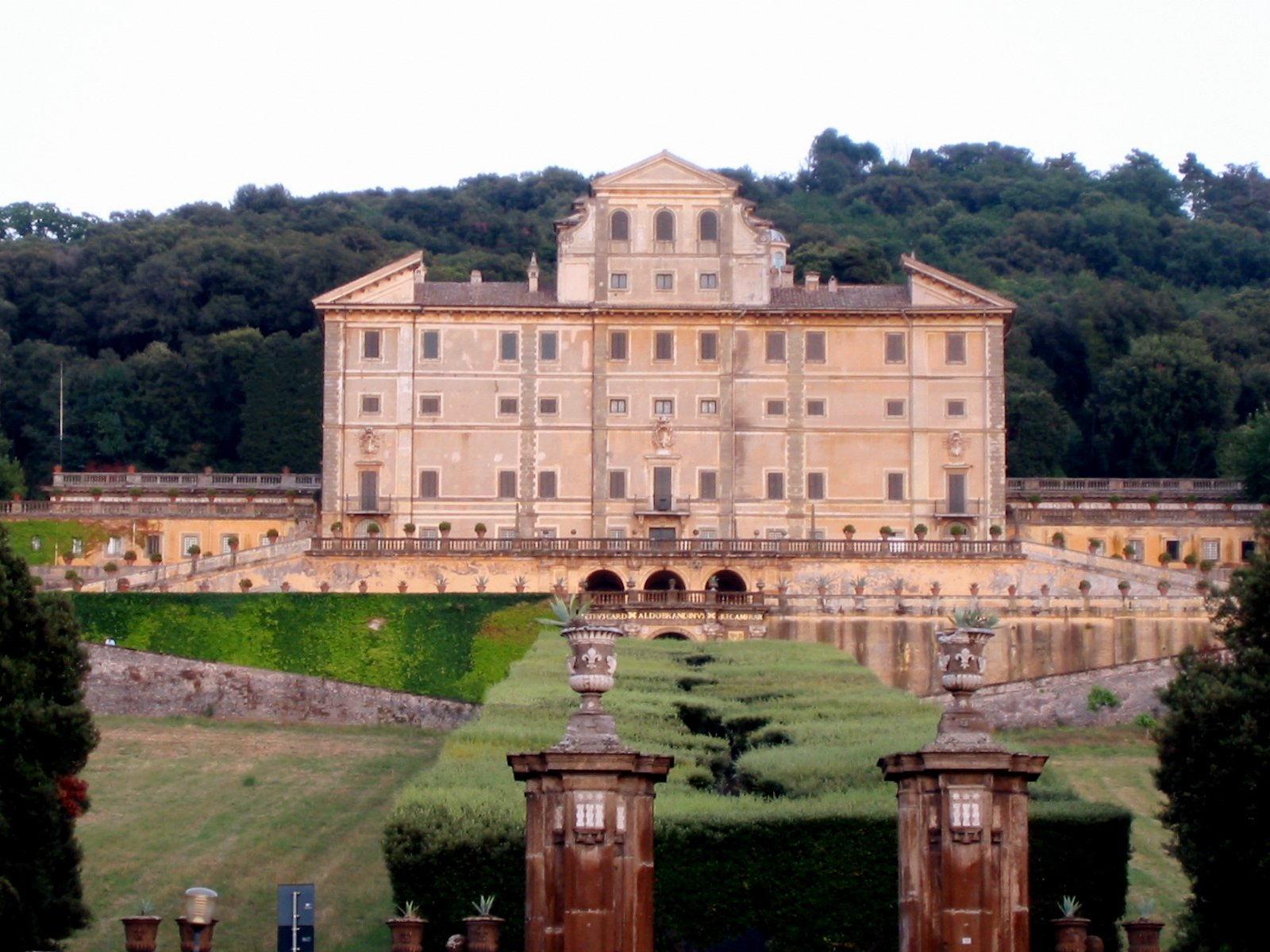
Villa Aldobrandini (Frascati), per la quale Bizzaccheri realizzò le decorazioni esterne

Il suo lavoro fu prevalentemente incentrato sugli stili Barocco e Rococò.. Le sue opere, prevalentemente in edifici religiosi nelle vicinanze di Roma, includono la fontana in Piazza della Bocca della Verità.

## Biografia
Bizzaccheri fu a bottega presso l'architetto Carlo Fontana e successivamente divenne membro della Congregazione dei Virtuosi al Pantheon. Non è noto per monumenti di grandi dimensioni e rilievo; effettivamente, non costruì mai una chiesa durante la sua vita, ma costruì piccole cappelle all'interno di grandi chiese. Queste cappelle si ritrovano solitamente in numerose chiese cattoliche europee.
Dedicate ad un solo santo, venivano commissionate da membri della nobiltà che le acquistavano come future tombe di famiglia. Per questo, lo stile di decorazione e realizzazione delle cappelle poteva risultare diverso da quello delle cappelle antistanti, nonché dalla chiesa nelle quali erano inserite, poiché ogni mecenate, attraverso il suo architetto, mostrava il culto, la devozione e la ricchezza propri. Lo stile Barocco, attraverso il quale si esprimeva talvolta l'opera di Bizzaccheri, con il suo generoso uso di sculture elaborate e pitture dorate, era un veicolo attraverso il quale i ricchi mostravano, se non la loro devozione, tanto più la ricchezza posseduta in vita.

## Opere
- Cappella di Sant'Anna, Basilica di Santa Maria in Montesanto, Roma (1679)
- Convento di Santa Maria Maddalena, Roma (c. 1680)
- Cappella di Sant'Antonio di Padova, San Isidoro, Roma (1681)
- Convento di San Lorenzo in Lucina  (1690)
- Monumento alla Principessa Flavia Bonelli, Cappella della Madonna del Divino Aiuto (1691)
- Ciborio di pietre dure, altare della Cappella del Crocifisso in San Marcello al Corso (1691)
- Decorazione con marmi e stucchi della Cappella del Maderno, rifatta da Giovanni Antonio De Rossi, all'interno del palazzo del Monte di Pietà, Roma (1695)
- Tra il 1704 e il 1705 disegna la facciata-portico a due ordini di paraste posta sopra una scalinata a doppia rampa della chiesa di Sant’Isidoro a Roma. Condizionato dalla struttura realizzata precedentemente da Domenico Castelli, si qualifica per la decorazione di gusto borrominiano.
- Dal 1709 al 1712 è responsabile della riedificazione del Palazzo di San Luigi de’ Francesi, posto accanto all’omonima chiesa, che si distingue per la facciata dallo scenografico portale sormontato da balcone e finestra.
- Nel 1715 si occupa del progetto per la Fontana dei Tritoni in piazza della Bocca della Verità in cui il tema berniniano che troviamo nella fontana di piazza Barberini, si innesta su una vasca che riproduce la stella araldica a otto punte di Clemente XI Albani.
- Rinnova la sagrestia di Santa Maria in Trastevere, già ricostruita nel 1483.
- Campanile di San Marcello
- Convento di San Basilio
- Giardino e cancello di Villa Aldobrandini a Frascati (1699)[5]
- Palazzo Aragona Gonzaga (1701) Rifacimento e nuova decorazione delle facciate